# Stanley Kwan

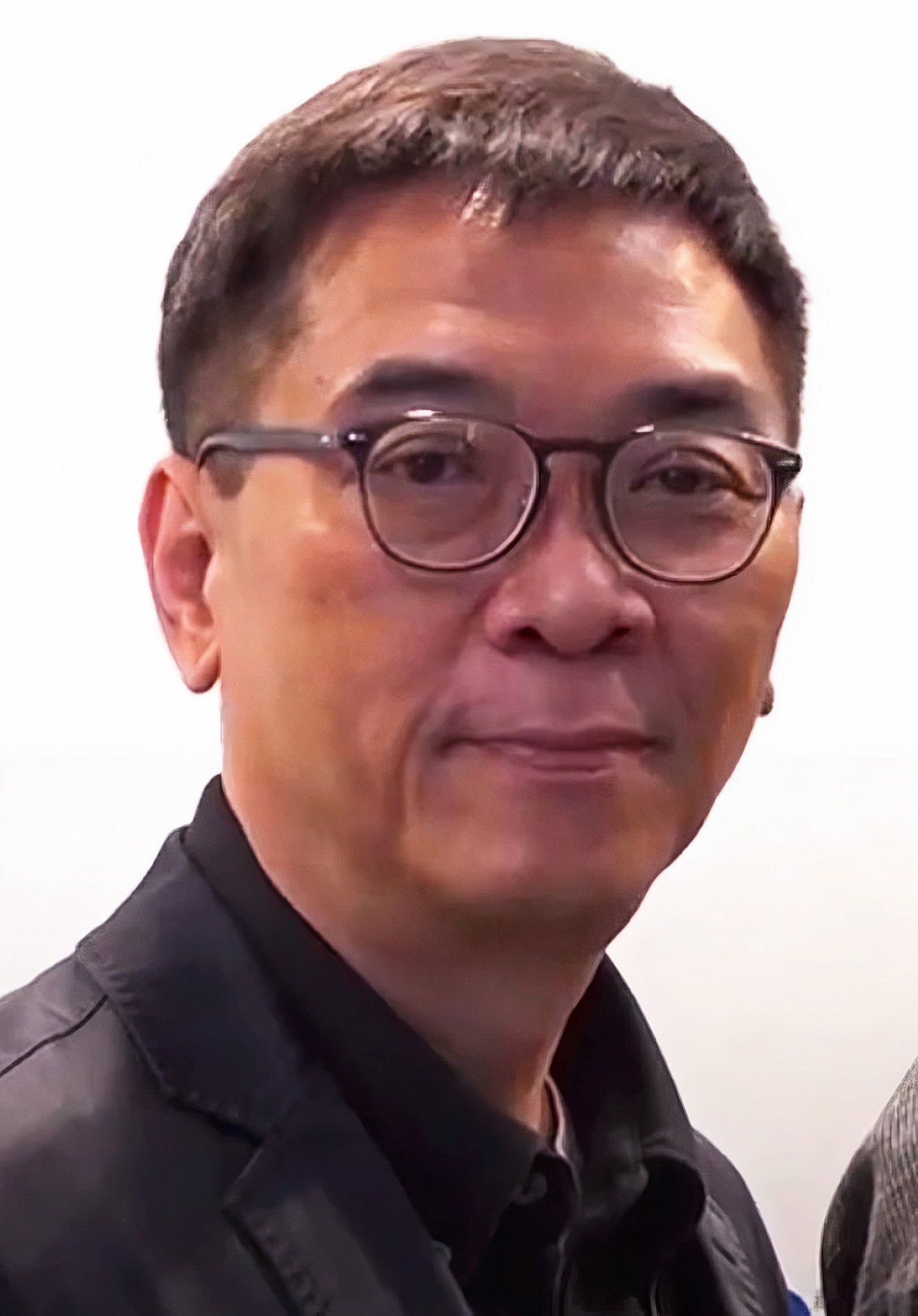
Stanley Kwan, 2020

Stanley Kwan (chinesisch 關錦鵬 / 关锦鹏, Pinyin Guān Jǐnpéng, Jyutping Gwaan1 Gam2paang4, kantonesisch Kwan Kam Pang, * 9. Oktober 1957 in Hongkong) gehört neben Wong Kar-Wai zu den bedeutendsten Regisseuren der sogenannten Zweiten Welle (Nouvelle Vague) des Hongkong-Kinos.
Sein Regiedebüt Women (女人心, 1985) war ein großer Box-Office-Hit in Hongkong, mit dem noch unbekannten Chow Yun-Fat.
Internationalen Erfolg erlangte Kwan durch seinen dritten Film Rouge / The Legend of Fleur (胭脂扣, 1988), es wird die Geschichte einer Kurtisane erzählt, die 1934 Suizid begeht und im Jahr 1987 als Geist ihren Geliebten sucht. In seinem Dokumentarfilm "Yang ± Yin – Das Spiel der Geschlechter im chinesischen Kino" (男生女相, 1996) outet er sich gegen Ende als schwul.

## Filme (Auswahl)

### Als Regisseur
- 1985 – Women (女人心)
- 1986 – Love unto waste (地下情)
- 1988 – Rouge / The Legend of Fleur (胭脂扣)
- 1989 – Vollmond in New York / Full moon in New York (人在紐約)
- 1992 – Centre Stage / The Actress (阮玲玉)
- 1994 – Red Rose, White Rose (红玫瑰,白玫瑰)
- 1996 – Yang ± Yin – Das Spiel der Geschlechter im chinesischen Kino (男生女相：中國電影之性別)
- 1997 – Hold You Tight (愈快樂愈墮落)
- 2000 – The Island Tales (有時跳舞)
- 2001 – Lan Yu (藍宇)
- 2005 – Everlasting Regret (長恨歌)
- 2008 – One 2008th (2008分之1)
- 2010 – Showtime (用心跳)
- 2011 – 13 Minutes in the Lives of ... (香港四重奏II)
- 2014 – Unconventional Mind (放浪記)
- 2016 – Beautiful 2016 (美好合一2016)
- 2020 – First Night Nerves (八個女人一台戲)

### Als Produzent
- 1997 – Love is not a game, but a joke (飛一般爱情小說)
- 1999 – Love Will Tear Us Apart (天上人間)
- 2004 – Night Corridor (妖夜回廊)
- 2008 – Miao Miao (渺渺)
- 2012 – Repeat, I Love You (影子愛人)
- 2013 – So Young (致我們終將逝去的青春)
- 2015 – Cities in Love (戀愛中的城市)
- 2015 – Male Joy / Female Love (男歡·女愛)
- 2016 – Follow You (藏地白皮書)
- 2016 – New York, New York (紐約紐約)
- 2016 – Never Said Goodbye (謊言西西裏)

Quelle: Hong Kong Movie Database